# Anglo-francês da pequena Vénerie
Anglo-francês da pequena Vénerie[Nota] (em francês:  Anglo-Français da Petite Vénerie) é uma raça canina oriunda da França. Planejada desde o princípio, tem como ancestrais os poitevins, os porcelanas e os beagles. Assemelhados aos sabujos de grande e médio portes, são considerados caninos na faixa intermediária. Chegando a ter uma variação de pelo curto, que posteriormente fora extinta, é um animal que pode chegar a medir 56 cm na altura da cernelha e pesar 20 kg.